# Lang Györgyi
Lang Györgyi (Szeged, 1957. május 10. – Budapest, 2023. május 20.) magyar énekesnő, műsorvezető, színésznő, a Pa-dö-dő együttes tagja.

## Élete
1975-ben érettségizett a zuglói Radnóti Miklós Gimnáziumban. 20 évesen (1977) kezdte a Színház- és Filmművészeti Főiskolát. A diploma megszerzése (1981) után 1988-ig a Pécsi Nemzeti Színház tagja volt. 1988-ban Falusi Mariannal megalakították a Pa-Dö-Dő együttest. Utolsó éveiben Falusi Mariannal műsort vezetett a Klubrádióban.

### Magánélete
Édesapja, Lang Elemér (1933–2014), a Budapesti Honvéd Kosárlabda szakosztályának elnöke volt. Édesanyja Szabó Éva (1934–?). Anyai nagyapja Szabó Dénes (1901–1978) sebész, egyetemi magántanár volt. Szülei másfél éves korában elváltak. Egy féltestvére van, Dominika. Mostohaapja Mécs Károly színművész volt. Lánya Palugyai Sára, akit a lány vér szerinti anyjával együtt nevelt, szivárványcsaládban.
Pécsett együtt élt Kulka János színművésszel, akitől teherbe esett, de a gyermeket nem tartották meg.
28 éves korában diagnosztizálták betegségét, a sclerosis multiplexet. Emiatt évek óta kerekesszékkel közlekedett. 2021-ben szélütést kapott. Beszédközpontja sérült, jobb karja lebénult.
Budapest VI. kerületében, a Délibáb utcában élt, szivárványcsaládban a párjával és párja vér szerinti gyermekével, akinek - saját szavai szerint - így két édesanyja volt.
2023. május 20-án álmában hunyt el otthonában, barátai és családja körében.
2023. június 13-án a Fővárosi Állat- és Növénykertben búcsúzhattak tőle rajongói. A jelenlévőknek – akik között Gyurcsány Ferenc, Gréczy Zsolt, Geszti Péter, Kulka János, Szinetár Dóra és Csonka András is ott volt – a művésznő kaktuszait osztották szét, illetve kavicsokra lehetett festeni. Az állatkertben elhelyezték egyik kaktuszát és a festett kavicsokat is. A megemlékezésen Fullajtár Andrea és Göndör László róla szóló megemlékező üzeneteket és posztokat olvasott fel.

### Zenei karrierje
Első fellépésük 1988-ban volt az Interpop fesztiválon. Egy évvel később kiadták első lemezüket Pa-Dö-Dő I. címen. 1990-ben nagy sikert aratott Kiabálj! című albumuk.

## Díjai, elismerései
- Jótékonysági Díj (2014)[20]
- Radnóti Miklós antirasszista díj (2018)[21]
- Terézváros Kultúrájáért díj (2021)[22]
- Terézváros díszpolgára (2023, posztumusz)[23]
- Pro Urbe Budapest-díj (2023, posztumusz)[24]

## Színházi szerepei
- Longfellow: Hiawata
- komoróczy-Kazimír-Jósfay: Énekek éneke
- McCoy: A lovakat lelövik, ugye?
- Verebes István: Kettősünnep... Özv. Tarkáné
- Graves: Én, Claudius... Urgulanilla
- Brecht: Kispolgári nász... A vőlegény anyja
- Brecht: A nevelő úr... Von Berg őrnagy felesége
- Baum: Óz, a nagy varázsló... Toto
- Feydeau: A balek... Maggy
- Brecht: Dobok és trombiták... Lucy
- Jékely Zoltán: Oroszlánok Aquincumban... Agrippina
- Csehov: Cseresznyéskert... Sarlotta Ivanovna
- Schanzer-Welisch: Ördöglovas... Grace
- Szomory Dezső: Hagyd a nagypapát!... Teri
- Molière: Tartuffe... Dorine
- Karinthy-Molnár-Heltai: Kávéházi komédiák...
- Illyés Gyula: Kiegyezés... Ancilla
- Wasserman: La Mancha lovagja... Aldonza
- Willner-Bodansky: Luxemburg grófja... Juliette
- Lázár Ervin: A hétfejű tündér... Aromo
- Csemer Géza: Cigánykerék... Arany
- Lenz: A katonák... Charlotte
- Békés-Rozgonyi: Szegény Lázár... Csókos Lola
- Martos Ferenc: Gül Baba... Zulejka
- Brammer-Grünwald: Cirkuszhercegnő... Nagyezsda Pukkanova erőművész
- Gorman: Rémségek kicsiny boltja... Chyndi
- Lope de Vega: A kertész kutyája... Dorotea
- Szomory Dezső: Bella...Mari
- Bakonyi Károly: Mágnás Miska... Marcsa
- Dunn: Gőzben... Dawn
- Földes-Grünwald-Löhner-Beda: Hawaii rózsája... Bessy
- Braden: A színezüst csehó... Fannie Portere
- Storey: Anyánk napja... Lily
- Aymé: Gróf Clérambard... Evelyne
- Gogol: Háztűznéző... Arina Pantyelejmonovna
- Herzer-Löhner-Beda: A mosoly országa... Vali
- Halász-Békeffy: Egy csók és más semmi... Portás
- Burgess: Mechanikus narancs... Sonja
- O'Brien: Rocky Horror Show... Narrátor
- Norman: Jó éjszakát, mama!... Jessie
- William Shakespeare: Vízkereszt, vagy amit akartok... Viola

## Filmjei
- A Zebegényiek (1978)

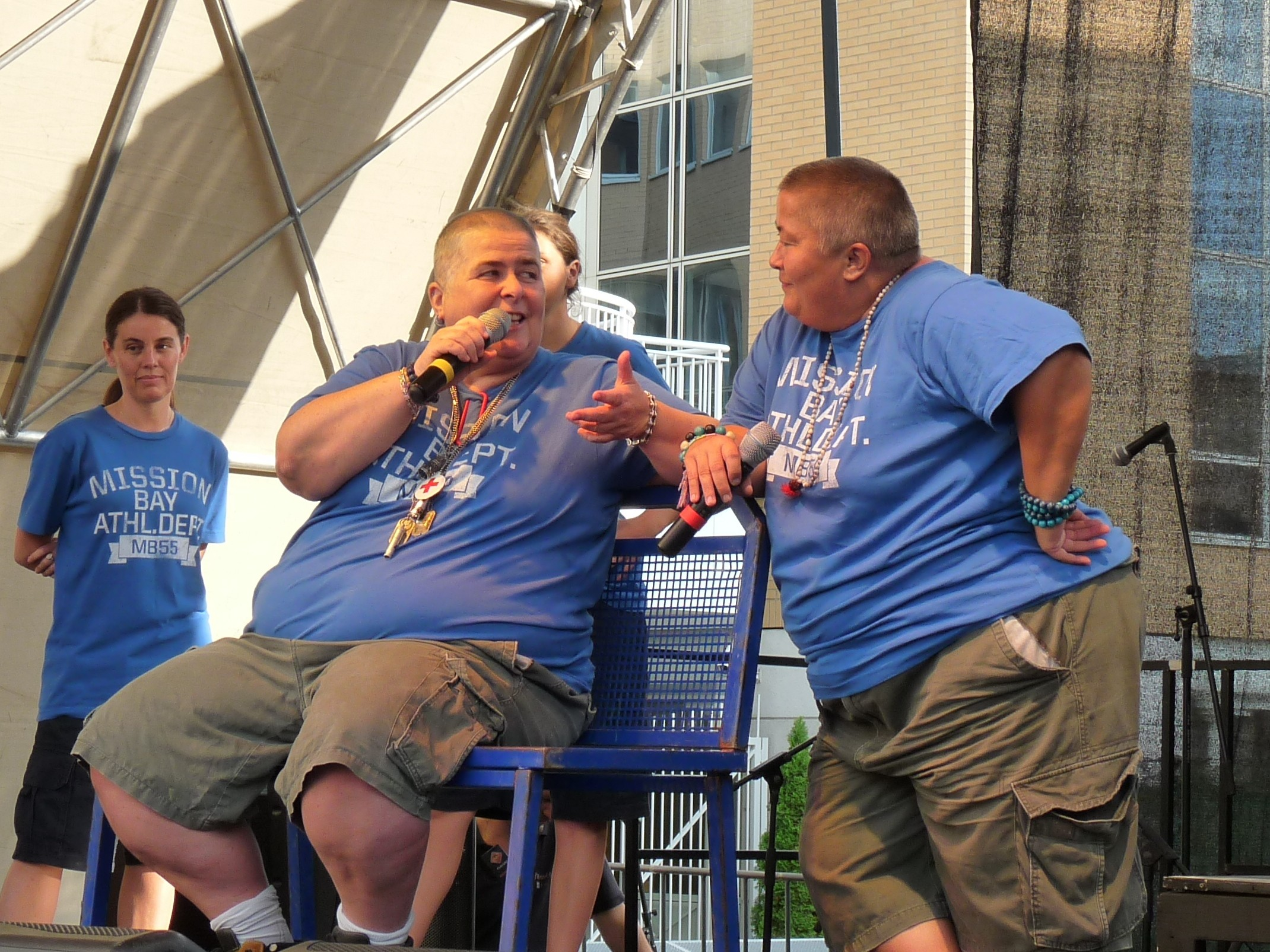
A Pa-Dö-Dö tagjaként 2010 szeptemberében

- Rettegés és ínség a harmadik birodalomban (1980)
- Szerelmem Elektra (1980)
- Csupajóvár (1980)
- A Mi Ügyünk, avagy az utolsó hazai maffia hiteles története (1980)
- Glória (1982)
- Idő van (1986)
- Eldorádó (1988)
- Napóleon (1989)
- Könnyű vér (1989)
- Családi kör (1990)
- A vipera (1990)
- Angyalbőrben (1990-1991)
- Ámbár tanár úr (1998)

## Diszkográfia
- Pa-Dö-Dő I. (1989)
- Kiabálj! (1990)
- Pa-Dö-Dő (1989-1991) (1992)
- Tessék dudálni (1992)
- Szép az élet, és én is szép vagyok (1994)
- Einstand (1995)
- Kérem a következőt! (1996)
- Nekünk nyolc (1997)
- 10 éves a Pa-Dö-Dő – A Mari kettővel kevesebb (1998)
- Pa-Dö-Dő 10 – Koncert 1999 (1999)
- Mi egy nagy család vagyunk (2000)
- Egy kicsit bulizgatunk? (2001)
- Tuinvan. Marivan. Györgyivan. Közösvan. (2002)
- Beszt Of Pa-Dö-Dő: PDD 15 Jubileum (2003)
- Had' énekeljünk mi is az idén! (2003)
- Igen, mi az idén is csináltunk új lemezt... (2004)
- Nem volt egyszerű, csókoltatunk Mária (2005)
- Habár a hazai lemezeladás... (2006)
- Így 20 felett ránk fér egy kis Generál (2008)
- 20.bé (Nát fór szél!) (2008)
- Csomagot kaptam (2009)
- Hozott anyagból (2011)
- Ajándék (2013)
- Pa-Dö-Dő (az első lemez dalai digitálisan újrakeverve, 2013)
- Pa-Dö-Dő 2. – Kiabálj! (a második lemez dalai digitálisan újrakeverve, 2013)

## Külső hivatkozások
- Pécsi arcok
- Magyar színházművészeti lexikon. Főszerk. Székely György. Budapest: Akadémiai. 1994.  ISBN 963-05-6635-4
- TV24
- Lang Györgyi a PORT.hu-n (magyarul)
- Lang Györgyi az Internet Movie Database oldalon (angolul)
- Archiválva 2016. december 3-i dátummal a Wayback Machine-ben Színházi adattár
- Zene.hu
- Lang Györgyire emlékezik lánya, Palugyai Sára